# サイモン子爵
サイモン子爵（英: Viscount Simon）は、かつて存在した連合王国貴族の子爵位。
挙国派自由党の政治家ジョン・サイモンが1940年に叙されたのに始まるが、第3代サイモン子爵ジャン・サイモンが2021年に死去したことによって廃絶した。

## 歴史
ジョン・サイモン(1873-1954)は、マクドナルド挙国一致内閣に残留するかどうかをめぐって1932年に自由党が分裂した後に残留派の挙国派自由党を率いた人物でマクドナルド挙国一致内閣と続く保守党政権で内務大臣(在職1915年-1916年、1935年-1937年)や外務大臣(在職1931年-1935年)、財務大臣(在職1937年-1940年)などの重要閣僚職を歴任した。そして1940年5月20日にチャーチル内閣の大法官(貴族院議長)(在職1940年-1945年)に就任するために連合王国貴族爵位ペンブルック州におけるスタックポール・エリダーの初代サイモン子爵 (Viscount Simon, of Stackpole Elidor in the County of Pembroke)に叙せられて貴族院議員に列した。
初代子爵の死後、その唯一の息子であったジョン・サイモン(1902-1993)が2代子爵を継承した。
2代子爵の死後はその唯一の息子デイヴィッド・サイモン(1940-)が3代子爵位を継承した。彼は1999年の貴族院法制定以降も92議席の世襲貴族枠に残って貴族院議員を務めたが、その彼も2021年に死去した。これにより他に継ぐべき爵位継承資格者もなかったことから、子爵位は廃絶した。

子爵家の家訓は、家名の「サイモン」を含むカンティング・モットー『それこそが我が名(J'Ai Ainsi Mon Nom)』であった。

## サイモン子爵 (1940年)
- 初代サイモン子爵ジョン・オールスブルック・サイモン (John Allsebrook Simon, 1873–1954)
- 2代サイモン子爵ジョン・ギルバート・サイモン (John Gilbert Simon, 1902–1993)
- 3代サイモン子爵（ジャン）・デイヴィッド・サイモン（英語版） ((Jan) David Simon, 1940-2021)（サイモン子爵位廃絶）